# Natale Monferrato
Natale Monferrato (* um 1603 in Venedig; † 23. April 1685 ebenda) war ein italienischer Organist, Komponist und Kapellmeister am Markusdom.

## Leben
Natale Monferrato war ein Schüler Giovanni Rovettas im Orgelspiel und in Kontrapunktlehre. Nach dem Tod des Organisten Giovanni Pietro Berti (um 1590–1638) unterlag 1639 Monferrato Francesco Cavalli im Wettbewerb um den Posten des zweiten Organisten. Monferrato wurde kurze Zeit später als Sänger angestellt. Nachdem sein Lehrer Rovetta die Position des Kapellmeisters innegehabt hatte, wurde Monferrato 1647 Vize-Kapellmeister. Erst nach dem Tod von Cavalli 1676 wurde Monferrato erster Kapellmeister am Markusdom, ein Posten, den er bis zu seinem Tod im Jahr 1685 ausübte.
Neben seinen Tätigkeiten am Markusdom war Monferrato Chorregent am Ospedale dei Mendicanti und Kapellmeister an S. Giovanni Crisostomo, wo er auch seinen Wohnsitz hatte. In Sozietät mit Giuseppe Sala betrieb er einen Musikalienverlag, in dem die meisten seiner Kompositionen und die vieler anderer Komponisten gedruckt wurden, außerdem erteilte er privaten Cembalounterricht.
Monferratos wichtigstes Verdienst war die Reorganisation der Musikkapelle am Markusdom und die Schaffung strengerer Kriterien bei den Aufnahmeprüfungen. Als Folge dieser Qualitätssteigerung eiferten die verschiedenen Kapellen Europas um die besten venezianischen Sänger. Die Werke Monferratos entsprechen dem kirchenmusikalischen venezianischen Stil zu Beginn der zweiten Hälfte des 17. Jahrhunderts und sind seinen Vorgängern Claudio Monteverdi und Giovanni Rovetta verpflichtet.

## Werke (Auswahl)
- Salmi concertati (5–8-stimmig, 2 Violinen und Orgel), Op. 1, 1647
- Salmi (8-stimmig, (doppelchörig) und Orgel) Op. 2, 1653
- Motetti concertati… libro primo, (2-3-stimmig) Op. 3, 1655
- Motetti… libro primo, (für eine Singstimme) Op. 3, 1655
- Motetti… libro terzo, (für eine Singstimme) Op. 6, 1655
- Motetti concertati… (2–3-stimmig) Op. 7, 1669
- Salmi concertati… libro secondo (3–8-stimmig und Instrumente) Op. 8, 1671
- Salmi brevi (8-stimmig (doppelchörig) und Orgel) Op. 8, 1675, Bologna
- Salmi concertati… (2-stimmig, 2 Violinen, Viola, und Orgel) Op. 11, 1676
- Missa ad usum Capellarum (für 4–5 Stimmen und Orgel) Op. 13, 1677
- Antiphonae (für eine Singstimme) Op. 17, 1678
- Motetti… libro terzo, (2–3-stimmig) Op. 18, 1681
- Misse e Magnificat, für 4 Stimmen, Op. 19, 1681